# Nuevo Tejamanil
Nuevo Tejamanil är en ort i Mexiko.   Den ligger i kommunen Cazones de Herrera och delstaten Veracruz, i den sydöstra delen av landet, 230 km nordost om huvudstaden Mexico City. Nuevo Tejamanil ligger 138 meter över havet och antalet invånare är 758.
Terrängen runt Nuevo Tejamanil är huvudsakligen platt. Nuevo Tejamanil ligger uppe på en höjd. Runt Nuevo Tejamanil är det ganska tätbefolkat, med 78 invånare per kvadratkilometer. Närmaste större samhälle är Tihuatlan, 14,7 km väster om Nuevo Tejamanil. Trakten runt Nuevo Tejamanil består till största delen av jordbruksmark.